# Enrico Federico del Palatinato

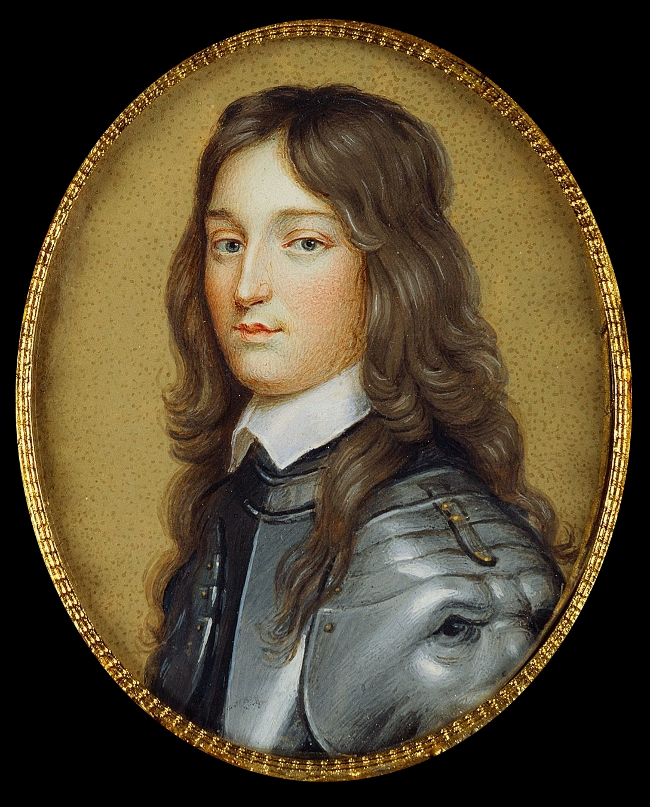
Un ritratto di enrico Federico di Thach.

Enrico Federico, Principe Elettore del Palatinato ((DE)  Heinrich Friedrich; 1º gennaio 1614 – 7 gennaio 1629), era il figlio maggiore di Federico V, il Re d'Inverno, e di sua moglie, Elisabetta Stuart, figlia di Giacomo I d'Inghilterra.

## Biografia
Enrico Federico annegò all'età di 15 anni. Era in viaggio per Amsterdam per vedere la cattura della flotta spagnola del tesoro e lì annegò attraversando l'Haarlemmermeer.

## Ascendenza
|                                            |                             |                                 | Genitori                          |  |  | Nonni |  |  | Bisnonni                                   |  |  | Trisnonni                   |  |
|                                            |                             |                                 |                                   |  |  |       |  |  | Ludovico VI Wittelsbach, Elettore Palatino |  |  | Federico III del Palatinato |  |
|                                            |                             |                                 |                                   |  |  |       |  |  | Ludovico VI Wittelsbach, Elettore Palatino |  |  | Federico III del Palatinato |  |
|                                            |                             | Maria di Brandeburgo-Kulmbach   |                                   |  |  |       |  |  | Ludovico VI Wittelsbach, Elettore Palatino |  |  |                             |  |
| Federico IV Wittelsbach, Elettore Palatino |                             |                                 |                                   |  |  |       |  |  | Ludovico VI Wittelsbach, Elettore Palatino |  |  |                             |  |
|                                            |                             | Elisabetta d'Assia              | Filippo I d'Assia                 |  |  |       |  |  |                                            |  |  |                             |  |
|                                            |                             | Elisabetta d'Assia              | Filippo I d'Assia                 |  |  |       |  |  |                                            |  |  |                             |  |
|                                            |                             | Elisabetta d'Assia              | Cristina di Sassonia              |  |  |       |  |  |                                            |  |  |                             |  |
| Federico V Wittelsbach, Elettore Palatino  |                             | Elisabetta d'Assia              |                                   |  |  |       |  |  |                                            |  |  |                             |  |
|                                            |                             | Guglielmo I d'Orange            | Guglielmo I di Nassau-Dillenburg  |  |  |       |  |  |                                            |  |  |                             |  |
|                                            |                             | Guglielmo I d'Orange            | Guglielmo I di Nassau-Dillenburg  |  |  |       |  |  |                                            |  |  |                             |  |
|                                            |                             | Guglielmo I d'Orange            | Giuliana di Stolberg-Wernigerode  |  |  |       |  |  |                                            |  |  |                             |  |
| Luisa Giuliana d'Orange-Nassau             |                             | Guglielmo I d'Orange            |                                   |  |  |       |  |  |                                            |  |  |                             |  |
|                                            |                             | Carlotta di Borbone-Montpensier | Luigi III di Montpensier          |  |  |       |  |  |                                            |  |  |                             |  |
|                                            |                             | Carlotta di Borbone-Montpensier | Luigi III di Montpensier          |  |  |       |  |  |                                            |  |  |                             |  |
|                                            |                             | Carlotta di Borbone-Montpensier | Jacqueline de Longwy              |  |  |       |  |  |                                            |  |  |                             |  |
| Enrico Federico del Palatinato             |                             | Carlotta di Borbone-Montpensier |                                   |  |  |       |  |  |                                            |  |  |                             |  |
|                                            | Enrico Stuart, Lord Darnley | Matthew Stuart                  |                                   |  |  |       |  |  |                                            |  |  |                             |  |
|                                            | Enrico Stuart, Lord Darnley | Matthew Stuart                  |                                   |  |  |       |  |  |                                            |  |  |                             |  |
|                                            | Enrico Stuart, Lord Darnley | Margaret Douglas                |                                   |  |  |       |  |  |                                            |  |  |                             |  |
| Giacomo I d'Inghilterra                    | Enrico Stuart, Lord Darnley |                                 |                                   |  |  |       |  |  |                                            |  |  |                             |  |
|                                            |                             | Maria Stuart, regina di Scozia  | Giacomo V di Scozia               |  |  |       |  |  |                                            |  |  |                             |  |
|                                            |                             | Maria Stuart, regina di Scozia  | Giacomo V di Scozia               |  |  |       |  |  |                                            |  |  |                             |  |
|                                            |                             | Maria Stuart, regina di Scozia  | Maria di Guisa                    |  |  |       |  |  |                                            |  |  |                             |  |
| Elisabetta Stuart                          |                             | Maria Stuart, regina di Scozia  |                                   |  |  |       |  |  |                                            |  |  |                             |  |
|                                            |                             | Federico II di Danimarca        | Cristiano III di Danimarca        |  |  |       |  |  |                                            |  |  |                             |  |
|                                            |                             | Federico II di Danimarca        | Cristiano III di Danimarca        |  |  |       |  |  |                                            |  |  |                             |  |
|                                            |                             | Federico II di Danimarca        | Dorotea di Sassonia-Lauenburg     |  |  |       |  |  |                                            |  |  |                             |  |
| Anna di Danimarca                          |                             | Federico II di Danimarca        |                                   |  |  |       |  |  |                                            |  |  |                             |  |
|                                            |                             | Sofia di Meclemburgo-Güstrow    | Ulrico III di Meclemburgo-Güstrow |  |  |       |  |  |                                            |  |  |                             |  |
|                                            |                             | Sofia di Meclemburgo-Güstrow    | Ulrico III di Meclemburgo-Güstrow |  |  |       |  |  |                                            |  |  |                             |  |
|                                            |                             | Sofia di Meclemburgo-Güstrow    | Elisabetta di Danimarca           |  |  |       |  |  |                                            |  |  |                             |  |
|                                            |                             | Sofia di Meclemburgo-Güstrow    |                                   |  |  |       |  |  |                                            |  |  |                             |  |